# Sirènes (série télévisée, 1993)
Pour les articles homonymes, voir Sirens.
Sirènes (ou Les Anges de la ville en France) (Sirens) est une série télévisée américaine en 35 épisodes de 42 minutes créée par Ann Lewis Hamilton et diffusée sur le réseau CTV, ainsi qu'aux États-Unis entre le 10 mars et le 7 juillet 1993 sur le réseau ABC, puis entre le 30 septembre 1994 et le 21 mai 1995 en syndication.
En France, elle a été diffusée à partir du 28 août 1995 sur M6, et au Québec, à partir du 15 mai 1996 sur le réseau TVA.
Bien que la série ait pour thèmatique de se dérouler à Pittsburgh, elle fut filmée à Montréal, au Canada.

## Distribution
- Adrienne-Joi Johnson (en) (VQ : Hélène Mondoux) : Officer Lynn Stanton
- Liza Snyder (VQ : Rafaëlle Leiris) : Officer Molly Whelan
- Jayne Brook : Officer Sarah Berkezchuk (saison 1)
- Jayne Heitmeyer (VQ : Anne Dorval) : Jessie Jaworski (saison 2)
- J. H. Wyman (en) (VQ : Jacques Lavallée) : Lt. Lyle Springer
- Deirdre O'Connell (en) : Heidi Schiller (saison 1)
- John Terlesky (en) (saison 1); Claude Genest (saison 2) (VQ : Daniel Picard) : Dan Kelly
- Tim Thomerson (VQ : Jacques Brouillet) : James « Buddy » Zunder
- Anthony Salador : Robert (saison 1)
- John Speredakos : Cary Berkezchuk (saison 1)
- Ellen David (VQ : Pascale Montpetit) : Amy Shapiro (saison 2)
- Christopher Judge (VQ : James Hyndman) : Ritchie Stiles (saison 2)
- Daniel Pilon (VQ : lui-même) : Alan McConnell (saison 2, 5 épisodes)

 Source et légende : version québécoise (VQ) sur Doublage.qc.ca

## Épisodes

### Première saison (1993)
1. PM Turn
2. They Do It Standing Up
3. Jumper
4. Everybody Lies
5. Holy Deadlock
6. What We Talk About When We Talk About Love (Battered)
7. Strike Two
8. Guy Perfect
9. Looks Like Christmas
10. Gal Cops
11. Waterloo
12. Keeping the Peace
13. They'll Get You in the End (Friday the 13th)

### Deuxième saison (1994-1995)
1. Coup de feu (Gun Play : Part 1)
2. Coup de feu (Gun Play : Part 2)
3. Crossing the Line
4. Farewell to Arms
5. La Chasse aux fantômes (Chasing a Ghost)
6. A Cop First
7. Attention à l'aiguille ! (The Needle and the Damage Done)
8. The First Time
9. Guns, Bombs and Fantasies
10. Family Secrets
11. Victims
12. Porté disparu (Missing)
13. The Witness
14. Le Saut de l'ange (Angel Falling)
15. Gambling on Love
16. The Abduction
17. The Aftermath
18. Rédemption (Redemption)
19. The Passenger
20. The Obsession
21. Color Blind
22. The Sound of One Hand Clapping